# エリトリア鉄道R441形蒸気機関車
エリトリア鉄道R441形蒸気機関車（エリトリアてつどうR441がたじょうききかんしゃ）はエリトリアの通称エリトリア鉄道で使用されていた単式マレー式蒸気機関車である。

## 概要
アフリカ大陸東部の紅海に面する、現在エリトリアとなっている地域は1930年代にはイタリア王国の植民地であり、エリトリアもしくはイタリア領東アフリカとなっていた。エリトリアでは紅海沿岸の港湾都市であるマッサワから建設が始まり、現在では首都となっているアスマラを経由して内陸のスーダン国境方面のビシアまでの鉄道が1887年から1932年にかけて敷設されていた。軌間はマッサワ近隣のみの路線であった当時は750mmであったが、後にイタリアの狭軌鉄道標準の950mmとなっており、全長 351km、標高2-2394mの山岳路線であった。この路線では、開業以降イタリア製の蒸気機関車を主な機材として運行がされていたが、マッサワまでの山岳路線の開業に備えてマレー式蒸気機関車を導入することとなり、1907年に導入されたバイエルン王国（現在のドイツ）のマッファイ製の8-10号機（後の440.025-027号機）をベースとし、これをイタリア国内で量産したR440形が1912-16年、36年に計23機導入されていた。なお、1936年導入の機体はイタリア国鉄所有でイタリア本国で運行されていた機体を編入したものであるほか、このほかに同一機番の機体が2機、後年になって予備部品等を組み立てた機体が3機存在し、これらの機体が貨車もしくは客車を牽引していた。
本項で述べるR441形は、路線の延伸への対応と輸送力の増強のため、R440形の増備形として若干の拡大と単式マレー化の上で1933-36年に計16機が導入された機体であり、また、並行して1935-37年にはイタリアのフィアットで製造された狭軌・勾配線区用2機関搭載型リットリナのA60号機からA70号機まで計11機を導入して旅客列車の高速化を図っている。R441形は、過熱蒸気式ボイラーとワルシャート式弁装置を装備したR441.25-27号機、同じく過熱式ボイラーとカプロッティ式弁装置を装備したR441.28-32号機が1933年に計8機導入された後、飽和蒸気式ボイラーとワルシャート式弁装置を装備したR441.33-40号機が1936年に8機導入されており、その装備の多様さや、過熱式の機体が導入された後に飽和式の機体が増備されていること、R441.32号機とR441.33号機の導入が3年開いているにもかかわらず製造番号が連続していることなどが特徴となっているほか、製造所もR440形のアンサルドからSAOMIに変更となっている。
カプロッティ式弁装置はイタリアのエンジニアで建築家のアルトゥーロ・カプロッティにより考案されたもので、一般的な蒸気機関車の弁装置の給排気弁として使用されているスライドバルブやピストンバルブの代わりにポペットバルブを使用していることが特徴である。この弁装置は1921年にイタリア国鉄の740蒸気機関車に初めて採用されて以降、イタリアでは1930年代までにイタリア国鉄に334機が、私鉄等の狭軌用として77機が導入されている一方、イギリスでは1920年代後半から改良を重ねながら1950年代まで採用されるなど、いくつかの国で採用されていた。
R441形はその後1939年には称号改正により、イタリア国鉄で狭軌用を表す「R」を省略して441形となり、併せて機番も変更されて、過熱蒸気式でワルシャート式弁装置装備の機体が100番台、同じく過熱蒸気式でカプロッティ式弁装置装備の機体が200番台、飽和蒸気式でワルシャート式弁装置の機体が0番台となっており、それぞれ441.1形、441.2形、441.0形と通称されることもあり、本項においてもこの通称を用いて記述する。各機体の製造時の形式機番、製造所、SAOMI製番、製造年、1939年称号改正後の形式機番とその後の履歴は以下の通り。
| 形式機番 （1939年以前） | 製造所 | 製番 | 製造年 | 車軸 ・シリンダ配置 (製造時) | 弁装置         | 形式機番 （1939年以降） | 過熱式化改造 （1939-40年）後 機番 | 車軸 ・シリンダ配置 (最終時) | 備考                      |
| ----------------------- | ------ | ---- | ------ | ---------------------------- | -------------- | ----------------------- | --------------------------------- | ---------------------------- | ------------------------- |
| R441.25                 | SAOMI  | 136  | 1933年 | B'B'h4t                      | ワルシャート式 | 441.101                 | 対象外                            | B'B'h4t                      | 1945年にリビアへ          |
| R441.26                 | SAOMI  | 137  | 1933年 | B'B'h4t                      | ワルシャート式 | 441.102                 | 対象外                            | B'B'h4t                      |                           |
| R441.27                 | SAOMI  | 138  | 1933年 | B'B'h4t                      | ワルシャート式 | 441.103                 | 対象外                            | B'B'h4t                      |                           |
| R441.28                 | SAOMI  | 139  | 1933年 | B'B'h4t                      | カプロッティ式 | 441.201                 | 対象外                            | B'B'h4t                      | 1945年にリビアへ          |
| R441.29                 | SAOMI  | 140  | 1933年 | B'B'h4t                      | カプロッティ式 | 441.202                 | 対象外                            | B'B'h4t                      |                           |
| R441.30                 | SAOMI  | 141  | 1933年 | B'B'h4t                      | カプロッティ式 | 441.203                 | 対象外                            | B'B'h4t                      |                           |
| R441.31                 | SAOMI  | 142  | 1933年 | B'B'h4t                      | カプロッティ式 | 441.204                 | 対象外                            | B'B'h4t                      | 1945年にリビアへ          |
| R441.32                 | SAOMI  | 143  | 1933年 | B'B'h4t                      | カプロッティ式 | 441.205                 | 対象外                            | B'B'h4t                      |                           |
| R441.33                 | SAOMI  | 144  | 1936年 | B'B'n4t                      | ワルシャート式 | 441.001                 | 441.104                           | B'B'h4t                      |                           |
| R441.34                 | SAOMI  | 145  | 1936年 | B'B'n4t                      | ワルシャート式 | 441.002                 | 未実施                            | B'B'n4t                      |                           |
| R441.35                 | SAOMI  | 146  | 1936年 | B'B'n4t                      | ワルシャート式 | 441.003                 | 441.106                           | B'B'h4t                      | 1945年にリビアへ          |
| R441.36                 | SAOMI  | 147  | 1936年 | B'B'n4t                      | ワルシャート式 | 441.004                 | 未実施                            | B'B'n4t                      |                           |
| R441.37                 | SAOMI  | 148  | 1936年 | B'B'n4t                      | ワルシャート式 | 441.005                 | 未実施                            | B'B'n4t                      |                           |
| R441.38                 | SAOMI  | 149  | 1936年 | B'B'n4t                      | ワルシャート式 | 441.006                 | 未実施                            | B'B'n4t                      |                           |
| R441.39                 | SAOMI  | 150  | 1936年 | B'B'n4t                      | ワルシャート式 | 441.007                 | 441.110                           | B'B'h4t                      | 1963年に 442.61号機へ改造 |
| R441.40                 | SAOMI  | 151  | 1936年 | B'B'n4t                      | ワルシャート式 | 441.008                 | 441.111                           | B'B'h4t                      |                           |

## 仕様

### 概要
- 走行装置は前後2組の走行装置とも2シリンダ単式のいわゆる単式マレー式となっており、弁装置は441.2形がカプロッティ式、441.0形および441.1形がワルシャート式となっている。441.2形の特徴であるカプロッティ式弁装置は、ピストンの位置を動輪および動輪からのドライブシャフトを経由して弁装置内のカムシャフトへ回転運動として伝達し、カムおよびロッカーアームでポペットバルブ式の給気弁および排気弁をピストンの位置に応じて開閉することで蒸気の吸排気を行う方式である。給気弁、排気弁ともシリンダの前後に1組ずつ設置され、逆転器の操作によりバルブタイミングを制御して運転方向の切り替えと、給気弁のカットオフの調整を行っている。
- 台枠は鋼板製で内側台枠式の板台枠、動輪は直径900mmのスポーク車輪で車軸配置をB'B'として、後位側2軸の台枠を主台枠としてボイラー、運転台等をこの上に設置し、前位側の2軸を左右に可動する前台枠として主台枠前端部に設けたピボットで連結して牽引力は前後台枠間で伝達されているほか、ボイラー前部の荷重を前台枠上部の荷重受で受けている。
- ボイラーは蒸気圧力14kg/cm2のもので、441.0形は飽和蒸気式、441.1形と441.2形は過熱蒸気式ボイラーを搭載しているが、441.1形と441.2形のボイラーも若干仕様が異なるものとなっている。なお、飽和蒸気式のR441.0形は1939年以降順次ボイラーを過熱蒸気式のものに交換してR441.1形に改造される予定であったが、8機中4機のみの実施に留まっている。また、ボイラー中央に蒸気溜が、その前後[7]に砂箱が設置されてそれぞれ前後の走行装置に砂撒管が設置されていたほか、原型においては煙突と前位側の砂箱の間に真空チャンバーが設置されていた。
- 連結器はねじ式連結器で、中央に緩衝器を、その下にフックとリングを備えている。炭庫は運転室後部に設置されて石炭の積載量は1.5t、水タンクはサイドタンク式で水積載容量は5m3となっているほか、ブレーキ装置は手ブレーキ及び真空ブレーキが装備されている。
- このほか、煙突は細長い形状のパイプ煙突で、煙室扉や運転室なども装飾的要素のないこの時期のイタリア製蒸気機関車標準のシンプルなデザインで、R440形を踏襲したものとなっており、機関車正面にはデッキ上左右、後部は妻面の下部左右の各2箇所に丸型の引掛式オイル ランプが前照灯として使用時のみ設置されている。

### 主要諸元
- 軌間：950mm
- 方式：4シリンダ単式、飽和蒸気式タンク機関車（441.0形）もしくは過熱蒸気式タンク機関車（441.1形/441.2形）
- 車軸・シリンダ配置：B'B'n4tもしくはB'B'h4t
- 最大寸法：全長9390mm
- 機関車全軸距：4700mm
- 固定軸距：1400mm
- 動輪径：900mm
- 空車重量/運転整備重量：36.0ｔ/45.6ｔ[8]
- ボイラー
  - 使用圧力：14kg/cm2
  - 火格子面積：1.60m2
  - 全伝熱面積：92.45m2（441.0形）、80.40m2（441.1形）、81.10m2（441.2形）
  - 過熱面積：42m2（441.1形）33m2（441.2形）
- 駆動装置
  - シリンダ径×行程：330mm×500mm（前後とも）
  - 弁装置：ワルシャート式（441.0形/441.1形）もしくはカプロッティ式（441.2形）
- 性能
  - 出力：410kW
  - 牽引力：132kN[9]
  - 最高速度：35km/h
- 水搭載量：5m3
- 石炭搭載量：1.5ｔ
- ブレーキ装置：手ブレーキ、真空ブレーキ

## 運行

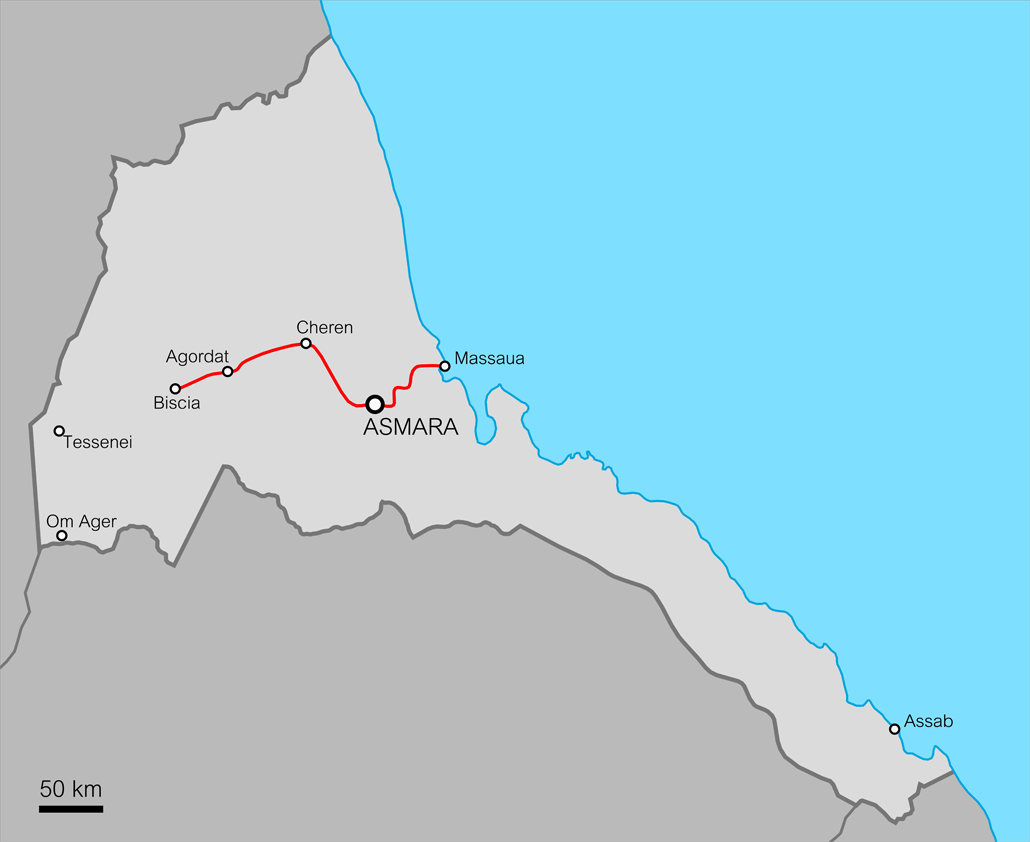
エリトリア鉄道の路線図、最も路線が長かった時期のもの

- エリトリア鉄道はマッサワ - ビアスカ間は全長351km[10]で最急勾配35パーミル、標高2ｍ（起点）- 2394m（115km地点）の一部山岳路線であり、紅海沿岸の港湾都市マッサワからギンダ（88.8km地点、標高698m）、ネファジット（93.9km地点、標高1671m）を経由して高原地帯にある首都のアスマラ（117.6km地点、標高2342m）までを登り、その後スーダン国境方面へエリトリア第2の都市ケレン（223.9km地点、標高1390m）、バルカ川岸のアゴルダト（310.4km地点、標高650m）などを経由してビアスカ（343.0km地点、標高715m）までが開業した路線であり、引続き建設工事が行われて国境を越えてスーダン国内のカッサラまで至る予定であった。なお、アゴルダト - ビアスカ間31kmは1942年に廃止となっており、その後はマッサワ - アスマラ - アゴルダト間の運行となっている。
- 本系列は全線で運行されており、重量のある貨物列車では重連での運用もされ、蒸気機関車牽引の列車ではマッサワ - アスマラ間を約6時間で運行していた。客車については2軸もしくは2軸ボギー式の1-3等の座席車が中心であったが、その他食堂車、寝台車、サロン車が用意されていたほか、寝室・居室・書斎とシャワー室・トイレを持つ2軸ボギー車に、供食用厨房と給電用発電機を装備した2軸の職用車を連結した特別車も存在していた。しかしながら、単式マレー式の本形式は出力は高いものの、走行装置と比較してボイラー容量が小さく、勾配区間などでは蒸気発生が追い付かずに蒸気不足となってしまうことがあり、本形式の増備は再度複式マレーとして製造所もアンサルドに戻されたR442形となり、1938年にR442.53号機から R442.60号機までの8機を導入されている。
- その後エリトリアは1940年代にイギリス保護領、その後1950年代にエチオピア・エリトリア連邦となり、 1960年代にはエリトリア独立戦争が起こるなど、さまざまな出来事があった。これに伴い本形式は1952年時点では8機が残り、入換用として使用されていたが、その後1955年にかけて7機が廃車され、410.110号機のみが残存していたという記録があるほか、別の記録では1947年2月時点では441.202-205号機が稼働し、441.003-008、103-104、110-111号機は非稼動、441.001、101、201号機がリビアに移動しており、1954年6月時点では441.002、004、006、102-104、110-111号機が稼働し、441.201-205号機がリビアに移動しているとされており、さらに別の記録では1965年時点で2機が残存していたとされている。また、R442形の442.61号機が1963年導入されているが、これは予備部品を組み立てた機体もしくは、予備部品を使用して441.110号機を複式マレー式に改造した機体とされている。その後エリトリア鉄道は戦禍により1975年頃に運行を停止しており、本形式も全車が廃車となっている。
- なお、1993年のエリトリア独立後の1994年には鉄道を復旧することとなり、1997年から2003年にかけて マッサワ - アスマラ間117.6kmの鉄道が順次再開された。しかしながら定期運行はされておらず、ツアー客によるチャーター列車の運行を中心とした観光鉄道として運行されており、残存しているR440形およびR442形が客車および貨車を牽引しているほか、A60系気動車も2機が運行されている。

## 英仏共同統治領リビア・リビア王国441形
- リビアの950mm軌間の鉄道は、イタリア王国の植民地であるイタリア領リビア時代に建設されたものであり、トリポリタニア地域では地中海沿岸の港湾都市であるトリポリを中心に、 キレナイカ地域では同じく港湾都市のベンガジを中心に建設されていた。
- その後イタリア領リビアが英仏共同統治領リビアとなった後の1945年に441.101、106、201 、204号機[11]の4機がイギリス軍によって、イギリス側が統治していたキレナイカ地域の950mm路線へ移動しており、詳細は不明であるが、リビアにおける950mm軌間の鉄道の末期である1960年代まで運行されていた。